# Джон Вудрафф
Джон Юї Вудрафф (англ. John Youie Woodruff; нар. 5 липня 1915 — пом. 30 жовтня 2007) — американський легкоатлет, який спеціалізувався в бігу на середні дистанції.

## Із життєпису
Олімпійський чемпіон-1936 з бігу на 800 метрів.
Екс-рекордсмен світу в естафетному бігу 4×880 ярдів.
У 1939 закінчив Університет Піттсбурга, отримав спеціальність в галузі соціології.
Закінчив спортивну кар'єру у 1940.
Упродовж 1941-1957 (з перервами) служив у Збройних силах США. Учасник Другої світової та Корейської воєн.
Після служби в армії працював у різних сферах, зокрема, у соціальних організаціях, вчителював, завідував центром відпочинку для Легкоатлетичної ліги поліції Нью-Йорка, був волонтером на багатьох легкоатлетичних змаганнях.
Внаслідок ускладнень зі здоров'ям обидві ноги Вудраффа були вимушено ампутовані на початку 2000-х.
Помер у віці 92 років.

## Основні міжнародні виступи
| Рік  | Змагання         | Місто  | Місце | Дисципліна | Примітки         |
| ---- | ---------------- | ------ | ----- | ---------- | ---------------- |
| 1936 | Олімпійські ігри | Берлін | 1     | 800 м      | Відео на YouTube |